# لوريل (ديلاوير)
لوريل (بالإنجليزية: Laurel, Delaware)‏ هي بلدة تقع في مقاطعة سوسكس (ديلاوير) بولاية ديلاوير في الولايات المتحدة. تبلغ مساحتها 4.5 (كم²)، وترتفع عن سطح البحر 8 م، بلغ عدد سكانها 3708 نسمة في عام 2010 حسب إحصاء مكتب تعداد الولايات المتحدة وتصل الكثافة السكانية فيها 862.3 نسمة/كم2.

## التركيبة السكانية
حدّد مكتب تعداد الولايات المتحدة بيانات التركيبة السكانية للوريل في تعداد الولايات المتحدة. في ما يلي، التركيبة السكانية حسب تعدادي 2000 و2010.

### تعداد عام 2000
بلغ عدد سكان لوريل 3,668 نسمة بحسب تعداد عام 2000، وبلغ عدد الأسر 1,389 أسرة وعدد العائلات 957 عائلة مقيمة في البلدة. في حين سجلت الكثافة السكانية 493 نسمة لكل كيلومتر مربع (1,276.9/ميل2). وبلغ عدد الوحدات السكنية 1,561 وحدة بمتوسط كثافة قدره 209.8 لكل كيلومتر مربع (543.4/ميل2).
وتوزع التركيب العرقي للبلدة بنسبة 55.56% من البيض و39.42% من الأمريكيين الأفارقة و0.35% من الأمريكيين الأصليين و0.95% من الأمريكيين ذوي الأصول الآسيوية و0.03% من سكان جزر المحيط الهادئ و1.20% من الأعراق الأخرى و2.48% من عرقين مختلطين أو أكثر و2.32% من الهسبانيون أو اللاتينيون من أي عرق.
بلغ عدد الأسر 1,389 أسرة كانت نسبة 43.6% منها لديها أطفال تحت سن الثامنة عشر تعيش معهم، وبلغت نسبة الأزواج القاطنين مع بعضهم البعض 39.4% من أصل المجموع الكلي للأسر، ونسبة 26.1% من الأسر كان لديها معيلات من الإناث دون وجود شريك،  بينما كانت نسبة 3.5% من الأسر لديها معيلون من الذكور دون وجود شريكة وكانت نسبة 31.1% من غير العائلات. تألفت نسبة 26.4% من أصل جميع الأسر من عدة أفراد يعيشون في نفس المنزل ونسبة 12% كانت تتألف من شخص يعيش بمفرده يبلغ من العمر 65 عاماً أو أكثر. وبلغ متوسط حجم الأسرة المعيشية 2.64، أما متوسط حجم العائلات فبلغ 3.19.
بلغ العمر الوسطي للسكان 29.7 عاماً. وكانت نسبة 33.2% من القاطنين تحت سن الثامنة عشر، وكانت نسبة 10.6% بين الثامنة عشر والرابعة والعشرين عاماً، ونسبة 26.5% كانت واقعةً في الفئة العمرية ما بين الخامسة والعشرين والرابعة والأربعين عاماً، ونسبة 16.7% كانت ما بين الخامسة والأربعين والرابعة والستين، ونسبة 12.9% كانت ضمن فئة الخامسة والستين عاماً فما فوق. يوجد لكل 100 أنثى 83.1 ذكر، ويوجد لكل 100 أنثى في الثامنة عشر من عمرها فما فوق 72.9 ذكر.
بلغ متوسط دخل الأسرة في البلدة 28,321 دولارًا، أما متوسط دخل العائلة فبلغ 30,329 دولارًا. وكان متوسط دخل الذكور 28,006 دولارًا مقابل 18,550 دولارًا للإناث. وسجل دخل الفرد الخاص بالبلدة 13,594 دولارًا. وكانت نسبة 18.7% من العائلات ونسبة 21.2% من السكان تحت خط الفقر، وكان من هؤلاء نسبة 33.6% تحت سن الثامنة عشر ونسبة 11.4% في الخامسة والستين من العمر وما فوق.

### تعداد عام 2010
بلغ عدد سكان لوريل 3,708 نسمة بحسب تعداد عام 2010، وبلغ عدد الأسر 1,277 أسرة وعدد العائلات 937 عائلة مقيمة في البلدة. في حين سجلت الكثافة السكانية 498.4 نسمة لكل كيلومتر مربع (1,290.9/ميل2). وبلغ عدد الوحدات السكنية 1,480 وحدة بمتوسط كثافة قدره 198.9 لكل كيلومتر مربع (515.1/ميل2).
وتوزع التركيب العرقي للبلدة بنسبة 47.30% من البيض و40.80% من الأمريكيين الأفارقة و1.13% من الأمريكيين الأصليين و0.92% من الأمريكيين ذوي الأصول الآسيوية و0.49% من سكان جزر المحيط الهادئ و4.07% من الأعراق الأخرى و5.29% من عرقين مختلطين أو أكثر و8.87% من الهسبانيون أو اللاتينيون من أي عرق.
بلغ عدد الأسر 1,277 أسرة كانت نسبة 46.9% منها لديها أطفال تحت سن الثامنة عشر تعيش معهم، وبلغت نسبة الأزواج القاطنين مع بعضهم البعض 34.9% من أصل المجموع الكلي للأسر، ونسبة 32.5% من الأسر كان لديها معيلات من الإناث دون وجود شريك،  بينما كانت نسبة 6% من الأسر لديها معيلون من الذكور دون وجود شريكة وكانت نسبة 26.6% من غير العائلات. تألفت نسبة 21.1% من أصل جميع الأسر من عدة أفراد يعيشون في نفس المنزل ونسبة 8.6% كانت تتألف من شخص يعيش بمفرده يبلغ من العمر 65 عاماً أو أكثر. وبلغ متوسط حجم الأسرة المعيشية 2.90، أما متوسط حجم العائلات فبلغ 3.29.
بلغ العمر الوسطي للسكان 28.2 عاماً. وكانت نسبة 33.1% من القاطنين تحت سن الثامنة عشر، وكانت نسبة 12.1% بين الثامنة عشر والرابعة والعشرين عاماً، ونسبة 24.6% كانت واقعةً في الفئة العمرية ما بين الخامسة والعشرين والرابعة والأربعين عاماً، ونسبة 19.7% كانت ما بين الخامسة والأربعين والرابعة والستين، ونسبة 10.5% كانت ضمن فئة الخامسة والستين عاماً فما فوق. وتوزع التركيب الجنسي للسكان بنسبة 45.6% ذكور و54.4% إناث.

## أعلام
- ويليام بي. كوبر
- ارين ك. لويس
- مارك بريسكو
- وليام هنري هاريسون روس
- ناثانيل ميتشيل

## وصلات خارجية
- The US50 - Cities and Towns in Colorado State
- Colorado Cities and Towns, Facts, Map, Flag, Colleges, Government, and More